# Úspolka
Úspolka je horská osada s hájenkou v Moravskoslezských Beskydech, jejíž většina se rozkládá v okolí soutoku Morávky se Skalkou. Po administrativní stránce spadá pod obec Morávka. Proti proudu Skalky na ni volně navazuje osada Hrachové, proti proudu Morávky pak sousedí s osadami Mituří a Kocuří. Spadá pod ni také chata Horák.
Až do vybudování vodní nádrže Morávka se jednalo o poslední větší osadu Morávky. Nacházela se zde lesní správa, škola a obchod. Dnes je zde, stejně jako v řadě dalších osad v oblasti, roztroušená horská zástavba.

## Dostupnost
Z Morávky sem vede silnice pokračující do osady Bebek, kterou sem přijíždí autobusová doprava. V osadě začíná červená turistická značka pokračující k osadě Lačnov a zelená turistická stezka vedoucí směrem k chatě Slavíč. Osadou prochází také Naučná stezka Wolfram-Morávka (vede od osady Lačnov a pokračuje do Morávky), která se zde kříží s Naučnou stezkou Prameny Morávky (od Morávky směrem na osadu Bebek).

## Pamětihodnosti
- Socha sv. Jana Nepomuckého

Pozdně barokní socha byla vyhotovena na počátku 19. století. Kdo byl jejím autorem, není známo, pravděpodobně se však jednalo o některého z místních amatérských sochařů. Na podstavci si můžeme přečíst jméno Muroňových, kteří ji pravděpodobně nechali zhotovit a také letopočet 1839. Dříve kolem ní vedla cesta na most přes Morávku. Od vybudování vodní nádrže je však tato cesta slepá a nová vede nad sochou.